# Alexander Abdallah

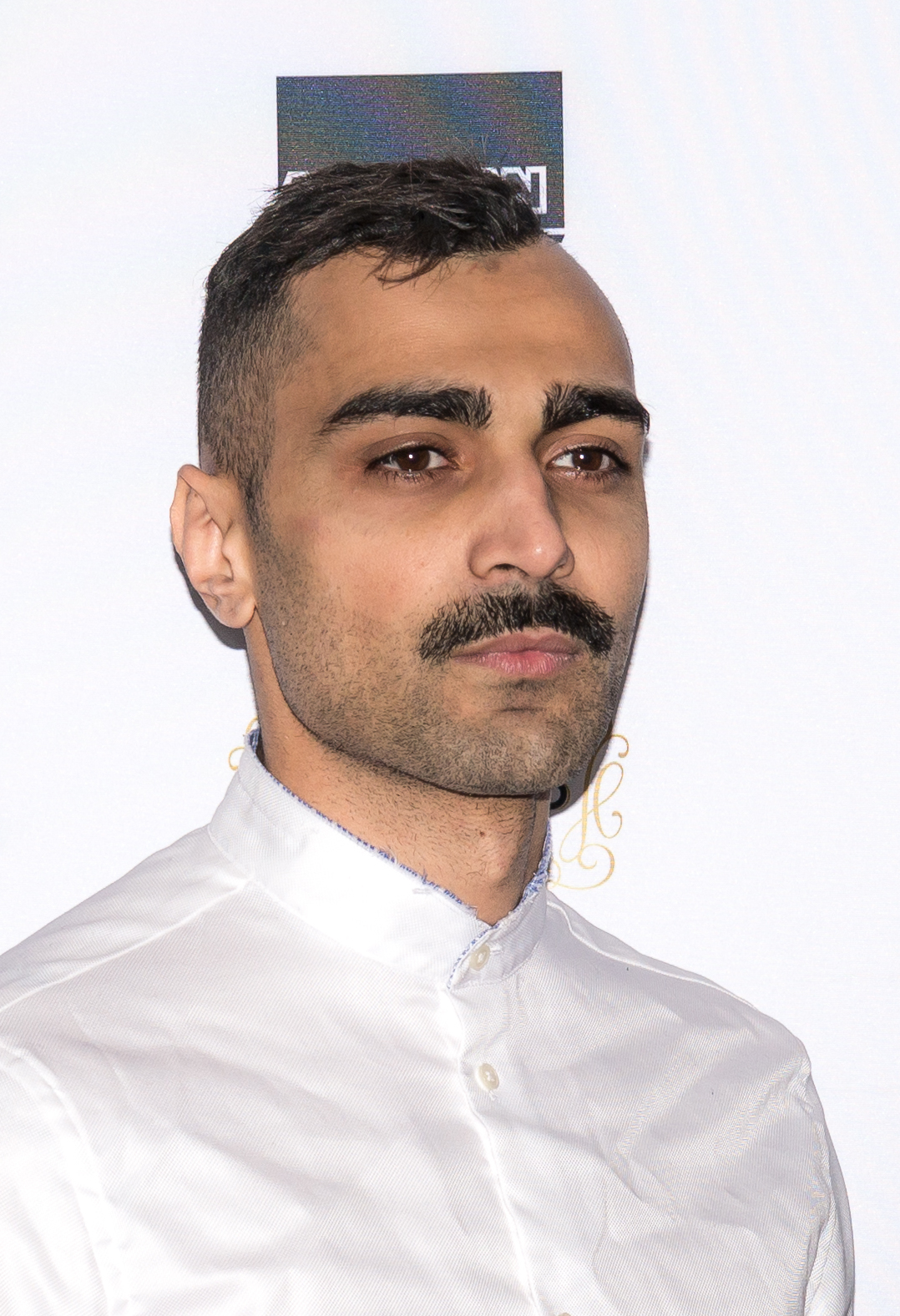
Alexander Abdallah (2018)

Alexander Abdallah (* 30. April 1993 als Jihad Abdallah) ist ein schwedischer Schauspieler und Regisseur.

## Leben und Karriere
Abdallah wuchs in Uppsala auf. Er absolvierte seine Schauspielausbildung an der Teaterhögskolan in Malmö. Seinen Durchbruch im Fernsehen hatte Abdallah 2020 in der Serie Älska mig. 2021 übernahm er die Rolle des Sam in der Comedy-Serie Thunder in My Heart. Anschließend war er 2021 in Snabba Cash zu sehen. Für seine Rolle wurde er 2021 mit dem Kristallen-Preis als Beste Schauspieler ausgezeichnet.
Neben der Schauspielerei ist Abdallah auch als Regisseur tätig. Sein Regiedebüt gab er 2019 mit dem Kurzfilm Jag skiner inte utan er mina bröder. Der Film feierte seine Premiere beim Göteborg Film Festival 2019 und wurde beim Pixel Skåne Film Festival mehrfach ausgezeichnet.

## Filmografie
Filme
- 2016: Mie
- 2018: Spiral

Serien
- 2020: Älska mig
- 2021: Snabba Cash
- 2021–2023: Thunder in My Heart
- 2024–2025: Paradis City